# Pàvel Póstixev
Pàvel Petróvitx Póstixev, rus: Па́вел Петро́вич По́стышев, (18 de setembre de 1887 - 26 de febrer de 1939) va ser un polític soviètic.

## Trajectòria
Póstixev va néixer a Ivanovo-Voznesensk al governament de Vladimir.
Va ser membre del Partit Obrer Socialdemòcrata Rus des del 1904, i després membre del Partit Comunista (bolxevic) a Sibèria. El 1923 va ser reassignat del seu càrrec a la República de l'Extrem Orient per supervisar l'organització del comitè del Partit Comunista al govern de Kíev al centre d'Ucraïna. El 1925 Póstixev va esdevenir secretari del Comitè Central del Partit Comunista (bolxevic) d'Ucraïna. El 1926-30 es va convertir en membre del politburo del partit bolxevic a Ucraïna.
Com a secretari dels comitès del partit de l'oblast de Khàrkiv i de la ciutat, Póstixev va organitzar la purga de trotskistes i nacional-comunistes ucraïnesos, així com les campanyes d'industrialització i col·lectivització a la regió. El juliol de 1930 va ser ascendit al càrrec de secretari del Comitè Central del Partit Comunista de la Unió Soviètica a Moscou i es va encarregar de la propaganda i l'organització.

## Les grans purgues estalinistes
El gener de 1933, Póstixev va ser enviat a Ucraïna com a representant personal d'Stalin. A l'arribada de Póstixev a Ucraïna, va ser elegit secretari segon del Comitè Central del Partit Comunista (bolxevic) d'Ucraïna i primer secretari de les organitzacions del partit de Khàrkiv i del seu oblast. Des de juliol de 1934 fins a gener de 1937 va estar a càrrec de l'organització del partit a l'ablast de Kíev. Com a segon secretari va estar subordinat nominalment al primer secretari Stanislav Kosior, però el seu nomenament per Stalin li va donar efectivament el poder suprem. La missió de Póstixev a Ucraïna era destruir qualsevol oposició a Stalin eliminant totes les traces de "desviació nacionalista" del Partit, acabar amb la política cultural d'ucraïnització i portar a terme la col·lectivització a qualsevol preu.
Un dels bocs expiatoris destacats va ser Mykola Skrypnyk, el director de la ucraïnització, que va ser destituït del seu càrrec en el termini d'un mes (després es va suïcidar abans d'acceptar un judici d'inculpació). El final de la ucraïnització va anar acompanyat d'un atac a les institucions culturals d'Ucraïna i contra la nova intel·ligència soviètica. Sota Póstixev, milers d'autors, estudiosos, filòsofs, artistes, músics i editors van ser reclosos als camps de treball, executats o simplement desapareguts. Molts d'altres van evitar ser denunciats treballant segons els dictats de Moscou. Es van netejar "nius de contrarevolucionaris nacionalistes" en els comissariats d'educació, agricultura i justícia, diaris, revistes, enciclopèdies i estudis de cinema. Més de 15.000 funcionaris van ser eliminats per acusació de "nacionalisme". Més de 15.000 funcionaris van ser eliminats per acusació de "nacionalisme".
El Partit Comunista Ucraïnès també va ser depurat. En un preludi de la Gran Purga, gairebé 100.000 membres van ser expulsats durant el primer any de Póstixev a Ucraïna, i 168.000 més fins al 1938. Póstixev va escriure al seu informe que la majoria van ser exiliats o afusellats. A mesura que les purgues van progressar després de 1933, afectant milions de persones a tota la Unió Soviètica, la repressió de Póstixev es va estendre més enllà dels percebuts "ucraïnitzadors", "nacionalistes" i opositors a la col·lectivització. Finalment, va incloure la liquidació de classes senceres com ara kulaks, sacerdots, persones que havien estat membres dels exèrcits antibolxevics i, fins i tot, ucraïnesos que havien viatjat a l'estranger o emigrat de Galitzia.

## La fam i el terror a Ucraïna
Póstixev va criticar els comunistes ucraïnesos per la seva "falta de vigilància bolxevic" en l'aplicació sistemàtica de la política de Stalin d'augment de les quotes de gra. Els activistes del partit van dur a terme una brutal campanya a través de granges i cases, buscant amagatalls i confiscant qualsevol gra que trobaven, sense tenir en compte la fam que es va escampar per tot arreu. Milions d'ucraïnesos van morir a la fam de 1932 a 33.
Després de la fam, Póstixev va ser retirat d'Ucraïna i va ser nomenat primer secretari del Comitè del Partit de l'oblast de Kúibixev. Allà durant la Gran Purga, va llançar una extensa caça dels "enemics del poble". Va destacar per promoure la pràctica de l'arbre de l'Any Nou després de publicar una famosa carta a Pravda el 28 de desembre de 1935, en la qual demanava que s'instal·lessin arbres a escoles, cases de nens, palaus joves pioners, clubs infantils, teatres infantils i cinemes.

## Caiguda
Tot i ser un lluitador fanàtic contra els trotskistes durant tota la seva carrera, aviat va ser acusat de ser ell mateix trotskista i va ser arrestat el 26 de febrer de 1938. El seu arrest es va produir després de ser denunciat per Lev Mekhlis, que temia que la repressió de Póstixev l'afectés. Va ser afusellat a Kúibixev el 26 de febrer de 1939. Nikita Khrusxev, juntament amb Vyacheslav Molotov i Nikolai Yezhov, van ser enviats a assumir el càrrec de Póstixev a Ucraïna. Khrusxov havia de ser nomenat per Moscou; no va poder ser elegit perquè, després de la retirada de Póstixev, tot el Comitè Central del CP (b) U "s'havia purgat a fons", segons Khrusxov. La seva dona i el seu fill van ser executats més tard, després que Molotov afegís el nom de la seva dona a la llista de morts.

## Llegat
Una estació de ferrocarril que finalment es va convertir en la ciutat de Pokrovsk fou anomenada breument (1934-1938) com a Póstixevo.
Póstixev és conegut per reviure la tradició de l'arbre de l'any nou a la Unió Soviètica. Una carta de Póstixev publicada a Pravda el 28 de desembre de 1935 demanava la instal·lació d'arbres de Cap d'Any a escoles, cases de nens, palaus joves pioners, clubs infantils, teatres infantils i cinemes.
Póstixev va ser rehabilitat el 1956 per Nikita Khrusxov. El gener del 2010, un tribunal d'apel·lació d'Ucraïna va acusar Póstixev, Josef Stalin, Vyacheslav Molotov, Làzar Kaganovitx, Stanislav Kosior i altres oficials soviètics d'organitzar una fam causada a l'home a Ucraïna el 1932–33 (coneguda com a Holodomor), però va aturar els processos penals contra ells a causa de la seva mort.